# Balázs Tóth (calciatore 1997)
Balázs Tóth (Kazincbarcika, 4 settembre 1997) è un calciatore ungherese, portiere del Blackburn.

## Carriera

### Club
Cresciuto nel settore giovanile della Puskás Akadémia, dopo alcune stagioni trascorse con la seconda squadra ed in prestito al Csákvári nel 2019 viene confermato nella rosa della prima squadra. Debutta in Nemzeti Bajnokság I il 14 marzo 2020 in occasione del match pareggiato 0-0 contro il Mezőkövesd-Zsóry. Nella stagione 2020-2021 viene designato come portiere titolare della squadra.

### Nazionale
Ha giocato nella nazionale ungherese Under-21.
È stato convocato in nazionale maggiore per la prima volta nel marzo 2021 per le gare di qualificazione al mondiale, senza tuttavia esordire. Fa il suo esordio il 10 giugno 2025 nell'amichevole vinta per 1-2 in casa dell'Azerbaigian.

## Statistiche

### Presenze e reti nei club
Statistiche aggiornate al 19 maggio 2021.
| Stagione        | Squadra            | Campionato      | Campionato | Campionato | Coppe nazionali | Coppe nazionali | Coppe nazionali | Coppe continentali | Coppe continentali | Coppe continentali | Altre coppe | Altre coppe | Altre coppe | Totale | Totale | Totale |
| Stagione        | Squadra            | Comp            | Pres       | Reti       | Comp            | Pres            | Reti            | Comp               | Pres               | Reti               | Comp        | Pres        | Reti        | Pres   | Reti   |        |
| --------------- | ------------------ | --------------- | ---------- | ---------- | --------------- | --------------- | --------------- | ------------------ | ------------------ | ------------------ | ----------- | ----------- | ----------- | ------ | ------ | ------ |
| 2015-2016       | Puskás Akadémia II | NB3             | 11         | ?          |                 | -               | -               |                    | -                  | -                  |             | -           | -           | 11     | ?      |        |
| 2016-2017       | Puskás Akadémia II | NB3             | 13         | ?          |                 | -               | -               |                    | -                  | -                  |             | -           | -           | 13     | ?      |        |
| 2017-2018       | Puskás Akadémia II | NB3             | 15         | ?          |                 | -               | -               |                    | -                  | -                  |             | -           | -           | 15     | ?      |        |
| 2018-2019       | Csákvári           | NB2             | 25         | -39        | CU              | 0               | 0               |                    | -                  | -                  |             | -           | -           | 25     | -39    |        |
| 2019-2020       | Puskás Akadémia II | NB3             | 5          | ?          |                 | -               | -               |                    | -                  | -                  |             | -           | -           | 5      | ?      |        |
| 2019-2020       | Puskás Akadémia    | NB1             | 9          | -10        | CU              | 4               | 0               |                    | -                  | -                  |             | -           | -           | 13     | -10    |        |
| 2020-2021       | Puskás Akadémia    | NB1             | 30         | -40        | CU              | 4               | -2              |                    | -                  | -                  |             | -           | -           | 34     | -42    |        |
| Totale carriera | Totale carriera    | Totale carriera | 108        | -89+       |                 | 8               | -2              |                    | -                  | -                  |             | -           | -           | 116    | -91+   |        |

### Cronologia presenze e reti in nazionale
| Cronologia completa delle presenze e delle reti in nazionale ― Ungheria | Cronologia completa delle presenze e delle reti in nazionale ― Ungheria | Cronologia completa delle presenze e delle reti in nazionale ― Ungheria | Cronologia completa delle presenze e delle reti in nazionale ― Ungheria | Cronologia completa delle presenze e delle reti in nazionale ― Ungheria | Cronologia completa delle presenze e delle reti in nazionale ― Ungheria | Cronologia completa delle presenze e delle reti in nazionale ― Ungheria | Cronologia completa delle presenze e delle reti in nazionale ― Ungheria |
| Data                                                                    | Città                                                                   | In casa                                                                 | Risultato                                                               | Ospiti                                                                  | Competizione                                                            | Reti                                                                    | Note                                                                    |
| ----------------------------------------------------------------------- | ----------------------------------------------------------------------- | ----------------------------------------------------------------------- | ----------------------------------------------------------------------- | ----------------------------------------------------------------------- | ----------------------------------------------------------------------- | ----------------------------------------------------------------------- | ----------------------------------------------------------------------- |
| 10-6-2025                                                               | Baku                                                                    | Azerbaigian                                                             | 1 – 2                                                                   | Ungheria                                                                | Amichevole                                                              | -1                                                                      | 58’                                                                     |
| Totale                                                                  |                                                                         | Presenze                                                                | 1                                                                       |                                                                         | Reti                                                                    | -1                                                                      |                                                                         |